# هوگی-دونگ
هوگی-دونگ (به لاتین: Hoegi-dong) یک منطقهٔ مسکونی در کره جنوبی است که در Dongdaemun District واقع شده‌است.